# Mouvement des progressistes
Pour les articles homonymes, voir MDP.
Ne doit pas être confondu avec Les Progressistes, Les Progressistes (2007) ou le Mouvement de la gauche progressiste.
 (mars 2024).
Le Mouvement des progressistes (MDP) est un parti politique français, créé en 2009 sous le nom du Mouvement unitaire progressiste (MUP) autour de l'ancien secrétaire national du Parti communiste français (PCF) et ancien sénateur Robert Hue, opposé à la stratégie du Front de gauche.
Son orientation à gauche se veut « démocratique, unitaire, progressiste, écologiste et humaniste ». Le MDP s'inscrit dans le prolongement du Nouvel Espace progressiste, association politique qu'il a créée l'année précédente, en 2008. En 2017, son porte-parole Sébastien Nadot est candidat à l'élection présidentielle de 2017, avant de se retirer pour soutenir le candidat d'En marche Emmanuel Macron. Pour l’élection européenne de juin 2019, le MdP rejoint la liste Urgence Écologie conduite par le philosophe Dominique Bourg. Le 8 juillet 2019, son secrétaire national, François Béchieau, participe à Ivry-sur-Seine au lancement du pôle écologiste aux côtés de Yannick Jadot, Delphine Batho, Jean-Marc Governatori et Antoine Waechter. Il y intervient en parlant d’un compromis historique des écologistes pour construire une alternative crédible écologiste et sociale au pouvoir du président Emmanuel Macron. Depuis cette date, le MdP participe au comité de pilotage du pôle écologiste rejoint en septembre 2020 par Génération.s de Benoit Hamon.

## Histoire

### Création
Robert Hue, qui estime que le PCF n'est « plus réformable » après ses échecs électoraux successifs, décide d'en quitter le conseil national — tout en gardant sa carte d'adhérent — pour créer cette association qui a pour volonté de rénover les idées communistes hors du PCF au moyen d'une « radicalité constructive ».
Le Nouvel Espace progressiste (NEP), une association politique française de gauche, de type think tank, est créé le 12 septembre 2008. Cette création est annoncée par Robert Hue, ancien secrétaire national et ancien président du PCF, le 9 décembre 2008, peu avant le XXXIVe congrès du PCF. Il en confie la coordination à Bernard Frédérick (né en 1947), journaliste à L'Humanité, et en assume la présidence.
La première assemblée générale de l'association était prévue au printemps 2009. En avril, une antenne du NEP a été mise en place à Pontoise, dans le Val-d'Oise (NEP 95). Coordonnée par Christian Mongondry, cette antenne revendiquait alors une centaine d'adhérents.
En mars 2009, elle revendique 300 adhérents. L'association compte parmi ses membres le sociologue Jean Lojkine et est soutenue par le sénateur communiste Ivan Renar, le créateur de Sofres Pierre Weill et le secrétaire CGT d'EDF Frédéric Imbrecht.
Le 11 avril 2009, le NEP est transformé en parti politique sous le nom de Mouvement unitaire progressiste (MUP). En novembre 2009, Robert Hue annonce la création du MUP au cours d'une conférence de presse au Sénat.

### Mouvement des progressistes
Le mouvement a constitué dans plusieurs régions des listes d'union dès le premier tour des élections régionales de mars 2010. Et cela, contrairement au PCF qui s'oriente vers une alliance avec d'autres partis de la gauche du Parti socialiste, mais sans ce dernier. À terme, l'objectif revendiqué est la création d'une « confédération progressiste et démocratique », dont le Rassemblement social, écologique et démocrate pourrait être la préfiguration.
À l'issue des élections régionales de 2010, le MDP obtient cinq conseillers régionaux : trois en Picardie et deux en Île-de-France. Au conseil régional d'Île-de-France, ses élus ont constitué un groupe avec les élus du Parti radical de gauche (PRG).
La stratégie d'alliance constitutive du MDP amène le parti à soutenir François Hollande dès le premier tour de l'élection présidentielle de 2012.
Aux législatives, le MDP obtient un député en la personne de Jean-Noël Carpentier, élu dans le Val-d'Oise, et qui siège au sein du groupe radical, républicain, démocrate et progressiste (à majorité PRG), tout comme Robert Hue, sénateur, qui siège avec le groupe du Rassemblement démocratique et social européen (à majorité PRG).
Le 1er février 2014, le MDP organise sa première rencontre nationale progressiste qui réunit près de 200 délégués des régions et départements au Sénat.
Le 28 septembre 2014, le MDP présente une liste aux sénatoriales en Haute-Garonne menée par Sébastien Nadot.
Le 4 octobre 2014, le Mouvement unitaire progressiste change son nom en Mouvement des progressistes.
Début février 2016, le MDP, à travers une lettre de son président Robert Hue adressée au PS et à son premier secrétaire Jean-Christophe Cambadélis, annonce la création d'un « pacte commun de progrès humain et de l’écologie », destiné à dépasser les jeux des appareils politiques de gauche pour s'adresser directement au « peuple de gauche et de l'écologie ».
Le 10 mai 2016, le Mouvement des progressistes annonce l'investiture de Sébastien Nadot, candidat citoyen et progressiste, à l'élection présidentielle de 2017, et, le 28 mai, réunit sa convention nationale à Paris. Sa candidature devait initialement s'insérer dans la primaire citoyenne de 2017 mais le premier secrétaire du PS Jean-Christophe Cambadélis la recale. Finalement, le 27 février, Nadot se retire pour soutenir la candidature d'Emmanuel Macron face à l'hypothèse inquiétante d'un second tour Fillon - Le Pen.
Sébastien Nadot et Cécile Rilhac sont les seuls députés progressistes du MdP élus aux élections législatives de 2017. Ils intègrent le groupe La République en marche, dont Nadot est exclu en 2018. Cécile Rilhac démissionne du mouvement l'année suivante en désaccord avec la ligne anti Macron du MDP. Sébastien Nadot co-fonde en 2020 le groupe Écologie démocratie solidarité qui disparaît le 17 octobre 2020 après le départ vers un autre groupe d'une de ses membres. Le 4 mars 2021, il rejoint le groupe Libertés et Territoires.
Pour les élections européennes de 2019, le mouvement rejoint Génération écologie, le Mouvement écologiste indépendant, l'Union des démocrates et des écologistes au sein de la liste « Urgence écologie ». Sont notamment candidats Pierre-Louis Vernhes et Sofia Djeddi, en troisième et sixième position. François Béchieau et Sébastien Nadot figurent quant à eux en fin de liste aux côtés de Delphine Batho et Antoine Waechter. La liste obtient 1,82 % des suffrages soit plus de 400 000 voix.
Aux élections municipales de mars et juin 2020, le Mouvement des Progressistes présentent plusieurs candidat.es sur des listes de rassemblement des écologistes. Jean-Noël Carpentier est réélu maire de Montigny-lès-Cormeilles (95), François Béchieau est élu adjoint au maire du 19e arrondissement de Paris et conseiller à la Métropole du Grand Paris, Pascale Roux est élue à Bordeaux et Adrien Arbeit à Strasbourg.
Lors d'une rencontre organisée à Paris le 19 septembre 2020, le MdP tient son Assemblée générale. Un nouveau bureau national est élu et une motion d'orientation est adoptée à l'unanimité. François Béchieau est réélu secrétaire national du Mouvement des Progressistes.
En vue des Élections régionales de 2021 et dans la perspective des élections de 2022 (présidentielle et législatives), le MDP confirme sa participation au Pôle écologiste, composé également d'Europe Écologie Les Verts, Génération.s, Génération écologie, l'Alliance écologiste indépendante et Cap21. Une primaire écologiste sera organisée à l'issue des élections de 2021 avec tous ces partis.
En amont des élections législatives de 2022, malgré le ralliement de plusieurs des partis membres du Pôle écologiste à la Nouvelle Union populaire écologique et sociale, le MdP refuse de former une coalition avec La France insoumise.
Le 24 mai 2022, en vue des élections législatives de 2022, François Bechieau, aux côtés de Corinne Lepage, Chantal Cutajar (Cap21-Le Rassemblement Citoyen), Jean-Marc Governatori (Écologie au centre), Swantje Tomalak (Génération Animal) et Christophe Rossignol (Liberté Écologie Fraternité) annoncent la création d'une alliance de partis écologistes ne se revendiquant ni de gauche, ni de droite, et opposés aux accords conclus entre Europe Écologie Les Verts et La France insoumise lors de la création de la Nouvelle Union populaire écologique et sociale (NUPES).
Cette coalition présente ainsi 250 candidats communs aux élections législatives de 2022 et comprend notamment les formations politiques suivantes : Cap21-Le Rassemblement Citoyen, l'Écologie au centre, le Mouvement des progressistes, Génération Animal, Liberté Écologie Fraternité, l'Écologie Autrement, ainsi que des membres d’EELV et de Génération.s opposés à la NUPES.
Lors des élections législatives, cette coalition ne porte pas de label national commun, cependant un label commun est, selon Corinne Lepage, prévu lors d'une deuxième phase de construction de ce rassemblement,,.

## Positionnement
Le Mouvement des progressistes s'inscrit dans la tentative de recomposition de la gauche. Son ambition est d'œuvrer au rassemblement des gauches, des écologistes et des progressistes au-delà des clivages traditionnels des partis. Il souhaite associer toutes les forces vives de la société à la vie politique. Le MdP permet la double appartenance politique.

### Principes
Inscrit à gauche de l'échiquier politique par Laurent de Boissieu, le MDP propose cinq axes pour l’action et la réflexion :
- la définition d'une nouvelle éthique de la République et de la vie politique ;
- l'approfondissement de la démocratie sociale et citoyenne ;
- le combat pour une mondialisation solidaire et pacifique ;
- la reconstruction de notre société autour des principes de justice sociale, d’égalité, d’accès universel aux savoirs et à la culture ;
- la conception d'un modèle de développement économique qui soit à la fois, progressiste, écologique et social.

Ces axes politiques doivent reposer sur trois piliers, la démocratie, le partage et la sécurité, ce triptyque faisant directement écho à la devise de la République « Liberté, Égalité, Fraternité ». Il s’inscrit dans le choix majeur du progrès solidaire.

## Organisation
Le Comité national est l'organe de direction et d'animation du mouvement. À l'issue de l'assemblée générale du 1er juillet 2017, une nouvelle forme de gouvernance est mise en place au sein du Mouvement des progressistes. Le comité national est constitué de 35 membres dont trois porte-paroles, un secrétaire général et un trésorier.
Le 19 septembre 2020, une nouvelle direction nationale est élue avec à sa tête François Béchieau comme secrétaire national.
- Secrétaire national : François Béchieau[40] ;
- Porte-paroles : Sofia Djeddi[40], Pierre Moze, Pascale Roux, François Florès;
- Membre du bureau, responsable du projet : Jean Couthures;
- Trésorier national : Jean-Noël Carpentier[40].

Les membres du conseil national sont chargés de coordonner des groupes de travail permettant l'expression du MDP sur tous les sujets d'actualité et de la vie politique, économique et sociale. Depuis le 19 septembre 2020, ses délégués nationaux sont : Adrien Arbeit, Bernard Bass, François Béchieau, Jean-Noël Carpentier, Nicolas Céléguègne, Jean Couthures, Sofia Djeddi, Souad M'Tira Hammal, Dienabou Kouyate, Anselme Lamotte, Laurent Lanyi, Nicolas Leron, Karim Mamlouk, Pierre Moze, Tina Ramah, Pascale Roux, Pierre-Louis Vernhes.

## Logos

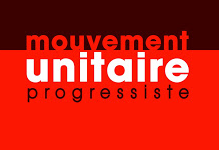
Logo initial du Mouvement unitaire progressiste.
Logo de 2010 à 2012.
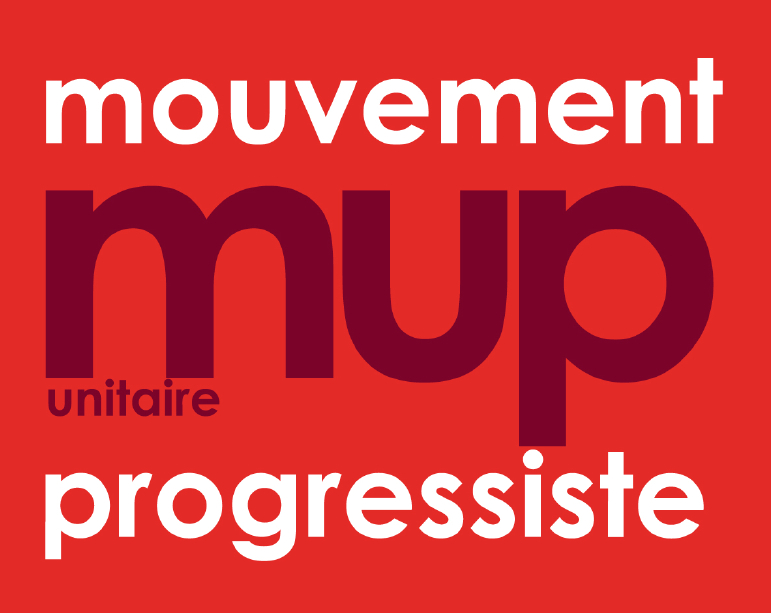
Logo de 2012 à 2014.
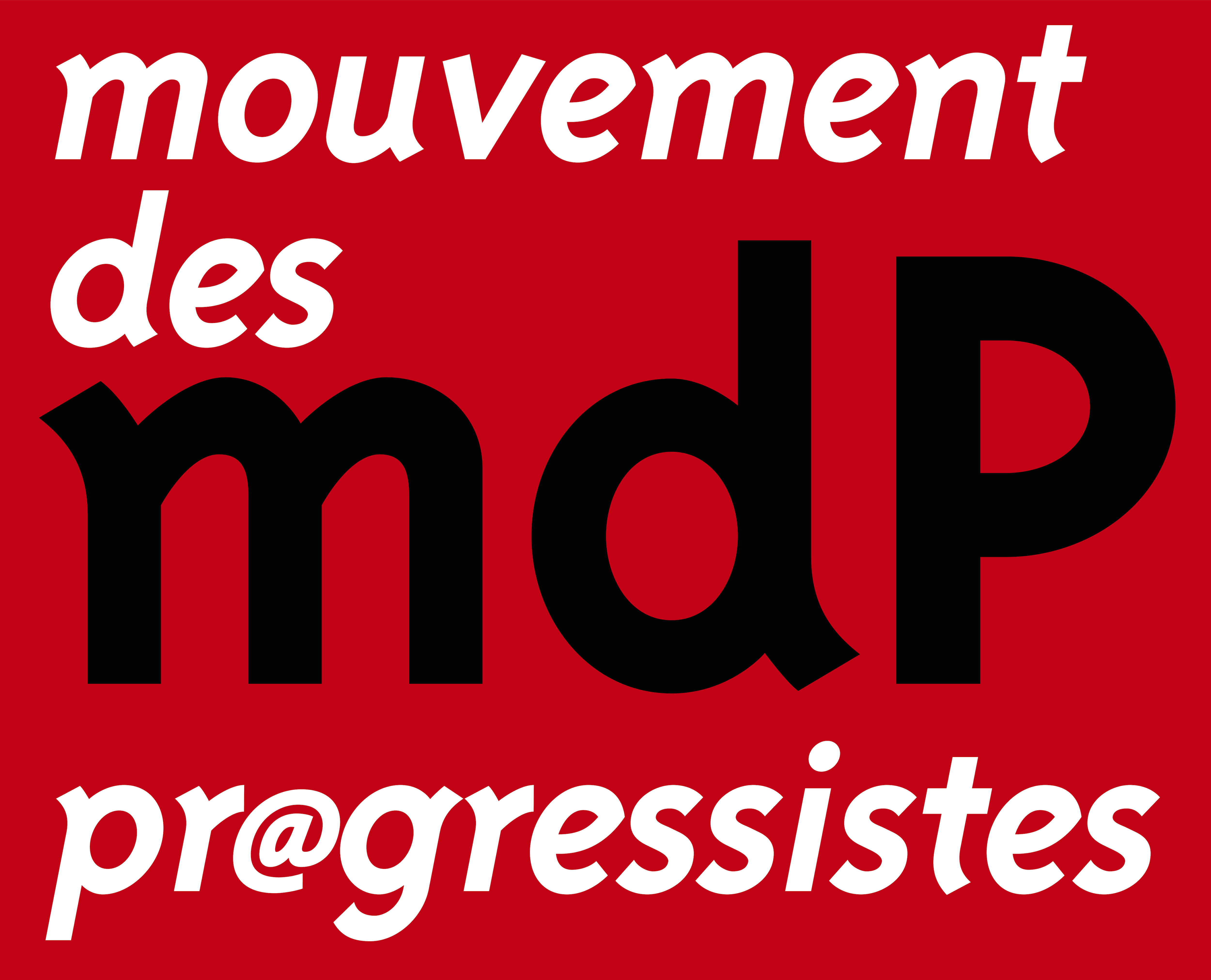
Logo du Mouvement des progressistes de 2014 à 2016.
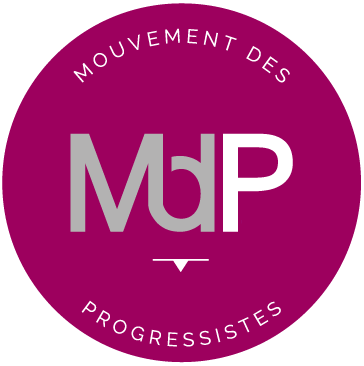
Logo actuel.

## Personnalités membres

### Élus locaux
- Jean-Noël Carpentier, maire de Montigny-lès-Cormeilles et ancien député (2012-2017) ;
- François Béchieau, adjoint au maire du 19e arrondissement de Paris et conseiller à la Métropole du Grand Paris[41]
- Pascale Roux, conseillère municipale déléguée de Bordeaux
- Adrien Arbeit, conseiller municipal délégué de Strasbourg
- Laurent Lanyi, conseiller municipal délégué de Carrières-sous-Poissy ;
- Dienabou Kouyate, conseillère municipale déléguée de Montigny-lès-Cormeilles ;
- Housmane Bathily, conseiller municipal de Montigny-lès-Cormeilles ;
- Brigitte Verdelhan, conseillère municipale de Salindre

### Anciens élus
- Robert Hue, Montigny-lès-Cormeilles, ancien député, sénateur honoraire du Val-d'Oise,
- Jean-Louis Mons, ancien président du Conseil général de la Seine-Saint-Denis (1982-1985) et ancien maire de Noisy-le-Sec (1995-2002),
- Ivan Renar, ancien sénateur du Nord (1985-2011),
- Olivier Chapuis-Roux, ancien vice-président du Conseil régional de Picardie (2004-2015),
- Josianne Collerais, ancienne vice-présidente du Conseil régional du Languedoc-Roussillon (2010-2015),
- Daniel Gilles, ancien vice-président du Conseil régional de Bretagne (2004-2015),
- Marie-Josée Cayzac, ancienne conseillère régionale d'Île-de-France (2010-2015),
- Laurent Dumond, ancien conseiller régional d'Île-de-France (2010-2015),
- Françoise Van Hecke, ancienne conseillère régionale de Picardie (2004-2015),
- André Gervais, conseiller départemental de Côte d'Or (Dijon-6) et maire-adjoint de Dijon (décédé le 10 juillet 2017),
- Haouaria Hadj-Chikh, conseillère départementale des Bouches-du-Rhône (Marseille-5) (2015-2021)
- Cécile Rilhac, députée de la troisième circonscription du Val-d'Oise (groupe La République en marche, 2017-2019)[42] ;
- Dominique Touquet, maire-adjointe d'Alfortville[43] ;
- Yann Vince, maire-adjoint de Rezé[44] ;
- Daniel Lefevre, maire-adjoint de Wattrelos ;
- Sébastien Nadot, ancien député de la dixième circonscription de la Haute-Garonne